# معالی‌آباد
معالی آباد یکی از محله های شیراز است که از نظر جغرافیایی نصف آن در غرب و نصف آن در شمال غرب شهر قرار دارد و این محله جز منطقه ۶ شهرداری شیراز محسوب می شود. بلوار دکتر شریعتی یکی از بلوار های اصلی این محله و شهر شیراز محسوب می شود.
معالی آباد جز یکی از دوست داشتنی ترین محله های شیراز است که بیشتر مردم شیراز آخر هفته های خود را در این محل و بلوار شهید چمران می گذرانند و به خاطر همین جز مناطق گران قیمت شهر به حساب  می آید. بلوار دکتر شریعتی از یک طرف به میدان احسان و از طرف دیگر به پل معالی آباد راه دارد و خیابان های اصلی و مهم آن به ترتیب از پل احسان به پل معالی آباد: خیابان پهلوان نوروزی، بهاران، دنا، پزشکان، دوستان، خلبانان، کسایی، گلها و رهبرماه است.

## مجتمع تجاری و اماکن مهم
- مجتمع تجاری گاندی

- ساختمان اوتانا یک

- مجتمع تجاری افتاب بزرگ فارس

- مجتمع تجاری افتاب کوچک

- مجتمع تجاری ثنا

- مجتمع تجاری پارمین

- مجتمع تجاری واداری الف

- مجتمع تجاری گلها

- مجتمع تجاری و مسکونی الوند

- مجتمع تجاری میلاد

- مجتمع تجاری یونیک

- مجتمع تجاری اهورا

- مجتمع تجاری گلدشت معالی اباد

- مجتمع تجاری دوستان

- مجتمع تجاری دنا

- مجتمع تجاری نغمه

- مجتمع تجاری هرم نور

- مجتمع تجاری پارمیدا

- مجتمع تجاری ارین

- بازارچه گلدشت معالی اباد

- دانشگاه هنر و معماری

- دانشگاه دخترانه سما

- هتل الیزه (۴ستاره)

- استخر و سونا مجتمع اموزشی احسان

- پردیس سینمایی گلستان

- بوستان گلها

- بوستان ملت

- بوستان امام رضا

- بوستان رهگذر گلدشت معالی اباد

- بوستان گلدشت

- بوستان سه کنج

- باغات قصردشت

- درمانگاه حافظ تامین اجتماعی

- ساختمان شعبه چهار بیمه تامین اجتماعی

- درمانگاه عرفان گلدشت معالی اباد

- درمانگاه اریا

- کلانتری گلدشت معالی اباد

- ایستگاه متروی احسان

- ایستگاه متروی دکتر شریعتی

- ایستگاه متروی میرزای شیرازی

- خط ۳ متروی شیراز( در دست ساخت)

## مسیر
| از شمال به جنوب             | از شمال به جنوب                                                                                             | از شمال به جنوب |
| --------------------------- | --- | --------------- |
| ایستگاه متروی میرزای شیرازی | |                 |
| پل معالی‌آباد                | بلوار شهید چمران بلوار میرزای شیرازی خیابان شهید کبار                                                       |                 |
|                             | خیابان شهید رهبرماه                                                                                         |                 |
|                             | خیابان گلها                                                                                                 |                 |
|                             | بلوار گلدشت ۱                                                                                               |                 |
|                             | بلوار گلدشت ۲                                                                                               |                 |
| ایستگاه متروی دکتر شریعتی   | |                 |
|                             | خیابان خلبانان                                                                                              |                 |
|                             | بلوار دوستان                                                                                                |                 |
|                             | بلوار گلدشت ۳                                                                                               |                 |
|                             | خیابان پزشکان                                                                                               |                 |
|                             | خیابان دنا                                                                                                  |                 |
|                             | خیابان بهاران                                                                                               |                 |
| میدان احسان                 | بلوار شهید رجایی (فرهنگ‌شهر) بلوار پرستار خیابان پهلوان امید نوروزی خیابان آریو برزن خیابان شهیدان ابوالوردی |                 |
| ایستگاه متروی احسان         | |                 |
| از جنوب به شمال             | |                 |

## پل معالی آباد
پل طبقاتی معالی آباد یکی از زیباترین و معروف ترین پل های شیراز است که معالی آباد را به بلوار شهید چمران و قصردشت متصل می کند.